# Gowdeya
Gowdeya is een geslacht van rechtvleugeligen uit de familie veldsprinkhanen (Acrididae). De wetenschappelijke naam van dit geslacht is voor het eerst geldig gepubliceerd in 1923 door Uvarov.

## Soorten
Het geslacht Gowdeya  is monotypisch en omvat slechts de volgende soort:
- Gowdeya picta (Uvarov, 1923)